# Sân vận động Quốc gia (Palau)
Sân vận động Quốc gia Palau (tiếng Anh: Palau National Stadium, cũng được gọi là Sân vận động điền kinh PCC) là một sân vận động thể thao đa năng ở Thành phố Koror, Palau. Sân được sử dụng chủ yếu cho các sự kiện môn thi đấu điền kinh cũng như các trận đấu bóng đá. Sân vận động có sức chứa 4.000 người.

## Bóng đá
Sân vận động được Hiệp hội bóng đá Palau sử dụng làm địa điểm tổ chức các trận đấu bóng đá trong các giải đấu được hiệp hội giám sát. Đây cũng là sân nhà của đội tuyển bóng đá quốc gia Palau.
Sân vận động Quốc gia được sử dụng bởi các đội và giải đấu sau:
- Đội tuyển bóng đá quốc gia Palau (là sân nhà).
- Giải bóng đá vô địch quốc gia Palau (tất cả các trận đấu, do thiếu địa điểm phù hợp ở Palau).[2]
- Đại hội Thể thao Belau - tất cả các trận đấu bóng đá.[3]